# Puijila darwini
Puijila darwini (лат.) — вид вымерших хищных млекопитающих подотряда собакообразных (Caniformia), типовой и единственный в роде Puijila. Считается связующим звеном между куньими (Mustelidae) и настоящими тюленями (Phocidae).

## Этимология

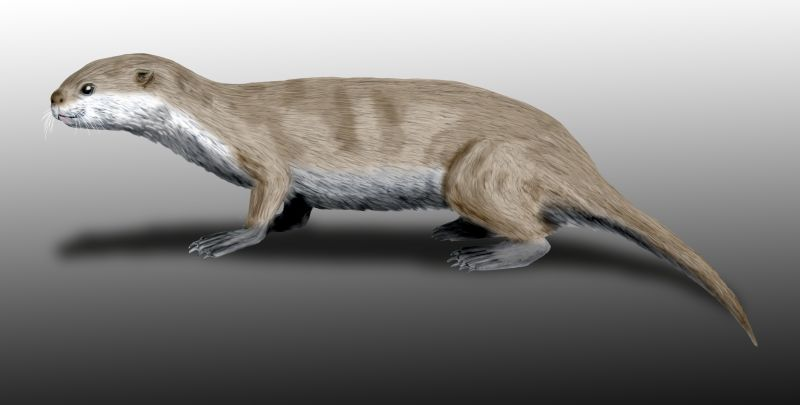
Реконструкция

Родовое название происходит из языка инуктитут и означает «молодой тюлень»; видовое название дано в честь Чарльза Дарвина. Единственный известный окаменевший скелет хранится в Канадском музее природы в городе Оттава, (Онтарио, Канада).

## Описание
Конечности были приспособлены к наземному образу жизни, однако пуйила также имела межпальцевые перепонки для плавания. Считается неизвестным до настоящего времени связующим звеном между наземными хищными млекопитающими и тюленями.
Представители вида жили во время аквитанского века (начало миоцена). Длина тела составляла около 1 м. В отличие от конечностей современных тюленевых, конечности пуйилы не преобразованы в ласты. По очертаниям тела она напоминала современных выдр; в то же время, её череп и зубы весьма похожи на череп и зубы современного тюленя.

## Открытие
Единственный известный скелет этого животного длиной 110 см был обнаружен в 2007 году в метеоритном кратере на острове Девон в Канадской Арктике командой палеонтологов под руководством сотрудницы Канадского музея природы и Карлтонского университета Наталии Рыбчински. Согласно палеоботаническим данным, в зоне, где были найдены останки, существовало озеро, берег которого покрывал лес переходного типа (от хвойного к смешанному). Здесь в миоцене царил умеренный климат морского типа с мягкими зимами. Пуйила является первым хищным млекопитающим, которое было найдено в отложениях озера Хотон (Haughton), что указывает, что все тюленевые происходят из Арктики.

## Систематика
Наталия Рыбчински с коллегами при описании поместили род Puijila в отряд ластоногих. Уже в следующем году Fulton и Strobeck переместили род в кладу Pinnipedimorpha отряда хищных, а в 2014 году Koretsky и Domning, размещая новый род Afrophoca на филогенетическом дереве настоящих тюленей, отнесли Puijila к семейству куньих.